# Broń
Broń – zbiór rzeczy materialnych, stanowiących przedmioty do walki zbrojnej zaczepnej lub obronnej (broń wojskowa), polowania na zwierzynę (broń myśliwska), a także rywalizacji sportowej (broń sportowa). Nie jest możliwe ustalenie precyzyjnej definicji broni w tym znaczeniu.
Definicja broni nie została do dziś ustalona i wymyka się próbom jednoznacznego określenia. Łatwiej natomiast definiowalne jest pojęcie "systemu broni", który tworzy kombinacja broni oraz wyposażenia używanego do dostarczenia jej destrukcyjnej siły do celu. System broni składa się z:
- rzeczy, które wykrywają, lokalizują lub identyfikują cel;
- rzeczy, które nakierowują lub nacelowują obiekt dostarczany do celu;
- rzeczy, które dostarczają lub zapoczątkowują dostarczanie obiektu do jego celu;
- rzeczy, które niszczą cel przy kontakcie z nim lub gdy znajdują się w jego pobliżu.

## Podział

### Ze względu na przeznaczenie
- bojowa
  - ćwiczebna, np. kbks, bokken, shinai
  - podręczna
- myśliwska
  - kombinowana, np. kniejówka
  - kulowa, np. sztucer
  - śrutowa, np. dubeltówka
- paradna, np. kordzik
- sportowa, np. floret

### Ze względu na rodzaj
- klasyczna, zwana też konwencjonalną
  - biała
    - broń drzewcowa, np. kopia, włócznia
    - broń obuchowa, np. buzdygan, maczuga
    - broń sieczna, np. szabla, miecz
    - broń miotająca, z wyłączeniem broni palnej, np. łuk, kusza, proca, machina oblężnicza (m.in. arkbalista, balista)

  - palna
    - strzelecka
      - broń indywidualna, np. pistolet, rewolwer, karabin, ręczny karabin maszynowy
      - broń zespołowa, np. ciężki karabin maszynowy, wielkokalibrowy karabin maszynowy,

    - artyleryjska, np. armata, haubica, moździerz
    - rakietowa

  - pancerna, np. czołg, transporter opancerzony
  - ochronna, np. hełm, zbroja, kamizelka kuloodporna

- masowego rażenia (ABC)
  - atomowa, np. bomba atomowa
  - biologiczna, np. wąglik
  - chemiczna, np. iperyt

## Nowe rodzaje broni
Prowadzone są badania nad nowymi rodzajami broni np. laserową (zob. laser), innymi broniami energetycznymi, działami magnetycznymi, bronią wykorzystującą impuls elektromagnetyczny (EMP), środkami walki elektronicznej (WRE, ang. EW) itd. Rozwijane są projekty robotów bojowych.